# Tortue noire
Pour les articles homonymes, voir Xuanwu.

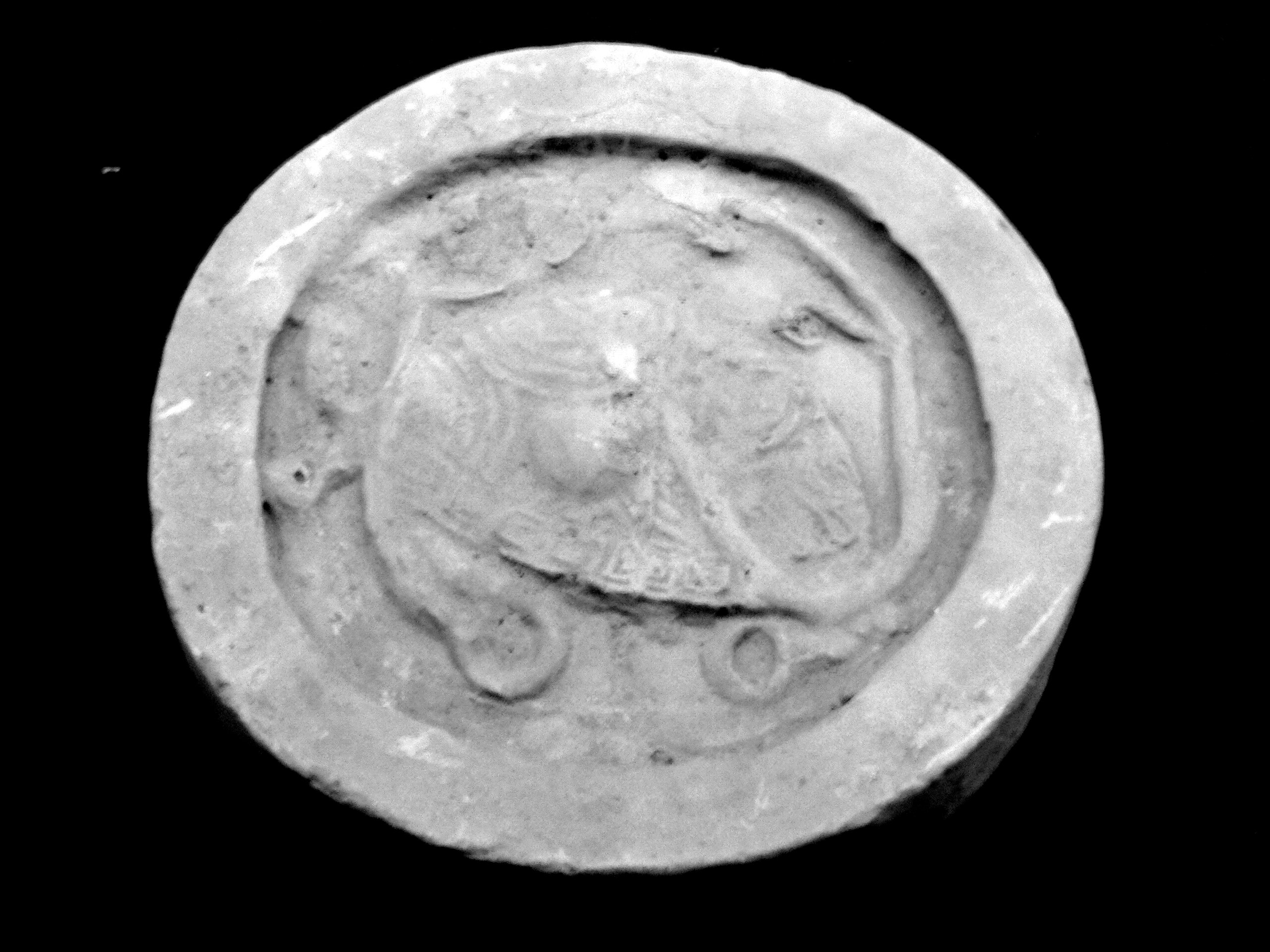
Wadang-xuanwu.

La tortue noire du Nord ou guerrier noir (chinois : Xuanwu 玄武, pinyin : Xuán wǔ,  japonais : Genbu) est l'un des quatre animaux totems des orients et du zodiaque chinois. C'est aussi l'un des cinq animaux fantastiques de la théorie des cinq éléments.
Associée au Nord, à l'hiver et à l'eau, sa forme daterait de la dynastie Zhou. Son nom chinois est composé de xuán, « obscur », et de wǔ, « guerrier », sa carapace évoquant une armure. Également appelée « tortue-serpent, elle est en général représentée comme une tortue autour de laquelle s'enroule un serpent. Cette figure pourrait être à l'origine du mythe prétendant que le mâle de la tortue étant souvent impuissant, la femelle s'unit avec un serpent. Cette croyance est à l'origine du symbolisme contradictoire de l'animal : sacré depuis l'Antiquité parce que portant sur son dos la représentation de l'univers, il représente parfois l'immoralité. Pour réintroduire une certaine logique, on attribue parfois le défaut à une variété particulière, le bīe, ingrédient de la fameuse « soupe de tortue ».
La tortue noire est le plus important des animaux totems de l'astrologie car elle gouverne le quartier nord du zodiaque où se situe l'étoile polaire, axe du ciel, et les astérismes présidant à la naissance, à la mort et à la longévité.
Sous la forme de Zhenwudadi, Xuanwu est également un dieu taoïste.

## Loges lunaires
- Nandou (斗) : la louche, le Sagittaire, Hikitsu au Japon
- Niu (牛) : le bœuf, la vache, le Capricorne, Inami au Japon
- Xunu (女) : la dame, la femme, le Verseau, Uruki au Japon
- Xu (虛) : le néant, le vide, le Verseau, Tomite au Japon
- Wei (危) : le toit, le plafond, le Verseau et Pégase, Urumiya au Japon
- Yingshi (室) : le campement, Pégase, Hatsui au Japon
- Dongbi (壁) : le mur, Pégase, Namame au Japon

## Genbu dans la culture populaire
- Genbu est un personnage du jeu Tenchu 2. Son nom est directement inspiré de son homonyme mythique, en hommage à sa très grande force physique.
- Genbu est le chevalier de la Balance dans Saint Seiya Omega ; ses prédécesseurs représentaient le Tigre (Dohko) et le Dragon (Shiryu).
- Genbu est l'un des quatre dieux apparaissant dans l'univers de la série Fushigi Yugi, et plus particulièrement dans le prologue Fushigi Yugi - la légende de Genbu.
- Genbu apparaît dans les séries Shin Megami Tensei et Persona.
- Genbu apparaît dans Yo-kai Watch.
- Dans la franchise Digimon, Ebonwumon est inspiré de Genbu et remplit un rôle similaire.
- Dans le jeu Final Fantasy XIV (Stormblood), Genbu apparait ainsi que les autres animaux sacrés.